# Comuna Litkî, Luhînî
Litkî (în ucraineană Літківська сільська рада) este o comună în raionul Luhînî, regiunea Jîtomîr, Ucraina, formată din satele Litkî (reședința) și Velîkîi Lis.

## Demografie
Componența lingvistică a comunei Litkî
     Ucraineană (98,7%)
     Rusă (1,04%)
     Alte limbi (0,26%)
Conform recensământului din 2001, majoritatea populației comunei Litkî era vorbitoare de ucraineană (98,7%), existând în minoritate și vorbitori de rusă (1,04%).